# Afriberina fasciata
Afriberina fasciata là một loài bướm đêm trong họ Geometridae.